# Réserve naturelle nationale de la baie de Somme
La réserve naturelle nationale de la baie de Somme (RNN118) est une réserve naturelle nationale située dans les Hauts-de-France au sein de la baie de Somme. Classée en 1994, elle occupe une surface de 3 421 hectares et protège des milieux littoraux (vasières et prés salés). Elle inclut le parc du Marquenterre et fait partie depuis 2012 du parc naturel marin des estuaires picards et de la mer d'Opale.

## Localisation

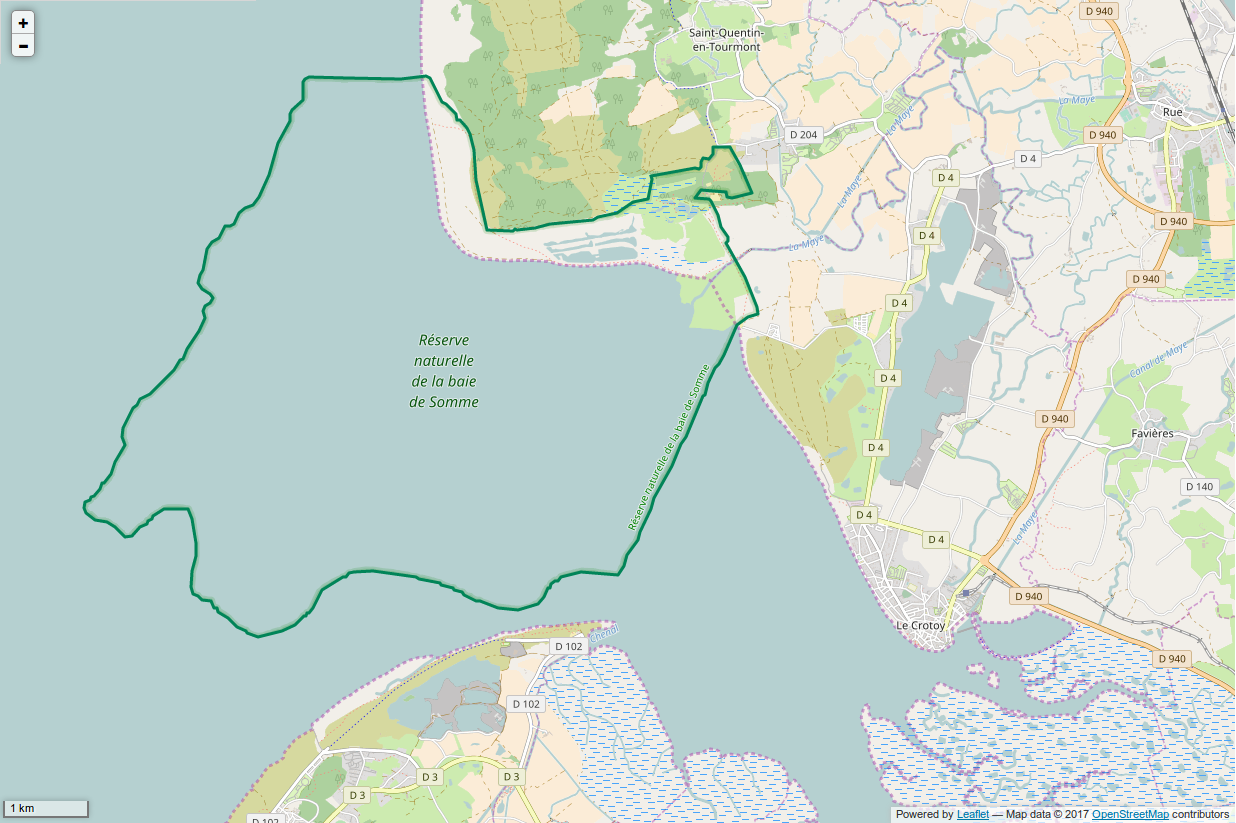
Périmètre de la réserve naturelle.

La réserve naturelle est située sur le territoire de la commune de Saint-Quentin-en-Tourmont, dans le département de la Somme et sur le domaine public maritime. Elle constitue une zone d'environ 3 000 ha essentiellement en zone maritime, entre la pointe du Hourdel et la nouvelle pointe de Saint-Quentin-en-Tourmont jusqu'à l'embouchure de la Maye, petit fleuve côtier débouchant au nord de la baie de Somme. La partie terrestre est constituée par le parc du Marquenterre.

## Histoire du site et de la réserve
La réserve naturelle est issue de la réserve nationale de chasse de la baie de Somme créée en 1968.
Le projet initial a été élaboré par Jérôme Laurent (délégué régional à l'architecture et à l'environnement de Picardie), Didier Pamelle (chargé de mission de la DRAE Picardie) et François Sueur (ornithologue).

## Écologie (biodiversité, intérêt écopaysager…)
Formé de vasières et de prés salés recouverts régulièrement par la marée, l'estuaire de la Somme constitue l'une des célèbres zones de halte, d'hivernage et de nidification pour les migrations de l'avifaune. Plus de 300 espèces d'oiseaux (65 % des espèces européennes) ont pu y être identifiées. Le site est reconnu en particulier comme ayant une importance internationale pour la sauvegarde de 10 espèces et aussi de zone de nidification pour plus de 120 espèces.

### Flore
La flore est essentiellement cantonnée dans la partie de prés salés et de dunes. On y trouve des espèces halophiles comme la Salicorne, le Lilas de mer, l'Obione pédonculée, l'Élyme des sables ou le Saule rampant.

### Faune

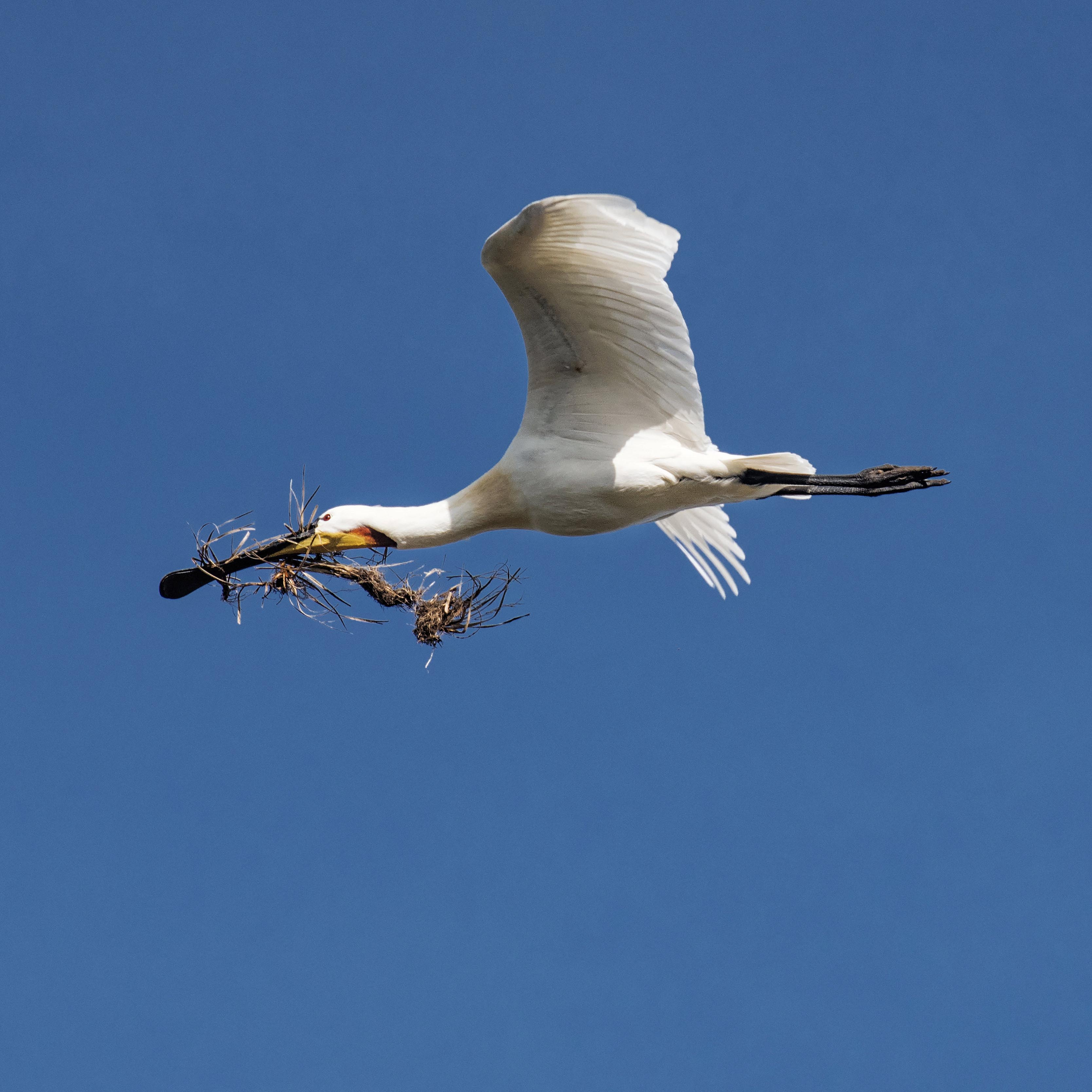
Spatule blanche.

La baie de Somme et sa région constituent un site de nidification pour :
- la Grande Aigrette (Ardea alba),
- l'Aigrette garzette (Egretta garzetta),
- la Nette rousse (Netta rufina) et
- la Spatule blanche (Platalea leucorodia).

Elle sert de halte migratoire pour des oiseaux comme :
- l'Oie cendrée (Anser anser) et
- le Bécasseau maubèche (Calidris canutus).

En hiver, on y rencontre également :

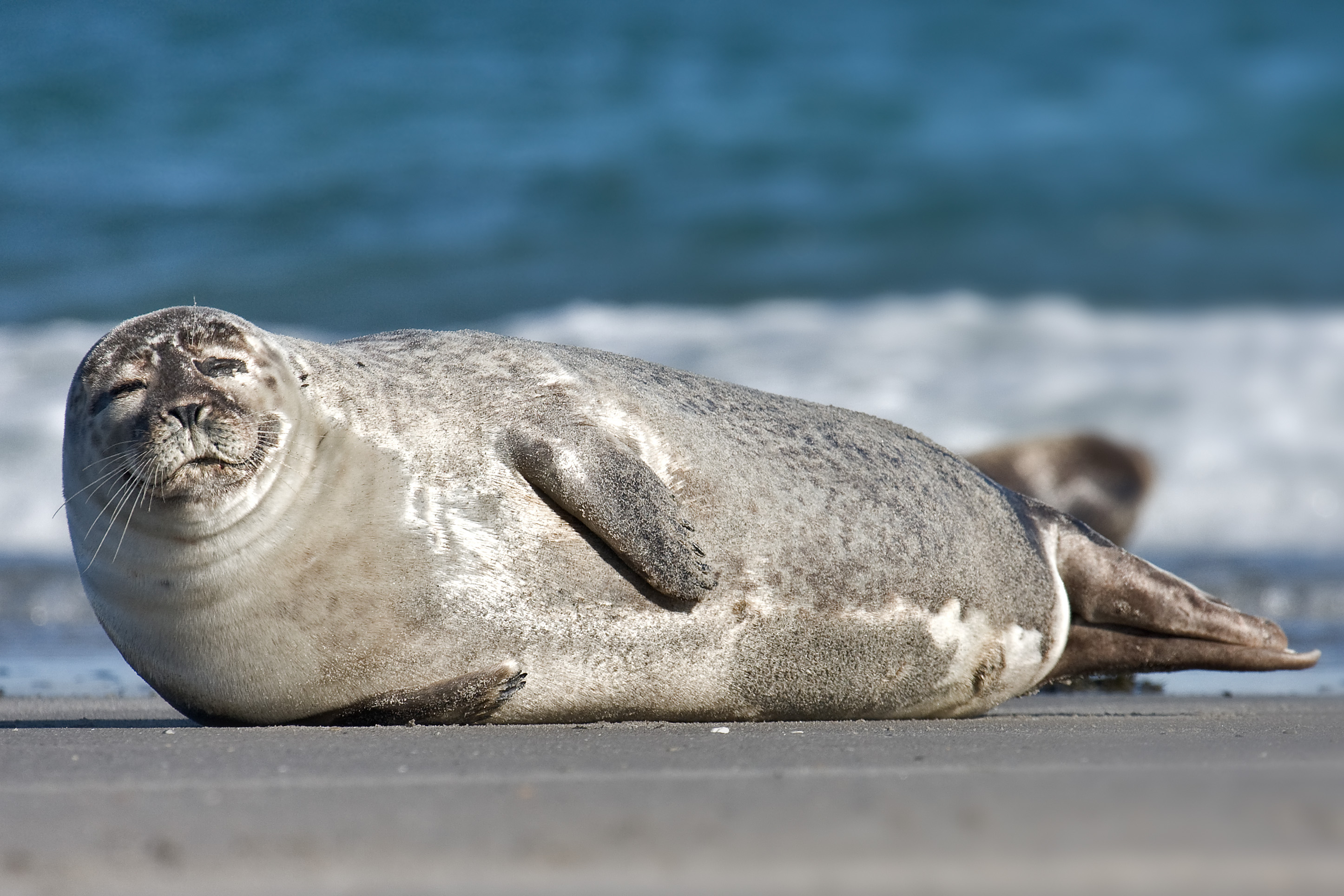

- la Barge à queue noire (Limosa limosa),
- le Canard souchet (Spatula clypeata) et
- le Tadorne de Belon (Tadorna tadorna).

On y trouve aussi la présence, chez les amphibiens d'espèces rares ou menacées en France comme :
- le Crapaud des joncs (Bufo calamita) et
- la Rainette arboricole (Hyla arborea).

Le site héberge également une importante colonie de Phoque veau-marin (Phoca vitulina) et constitue le site français le plus important pour la reproduction et les stationnements de cette espèce.

## Intérêt touristique et pédagogique
Le parc du Marquenterre permet d'observer les oiseaux en évitant de les déranger et de sensibiliser le public à leur protection. Des sentiers équipés de postes d'observation permettent au visiteur de circuler librement dans le parc. En avril, se déroule le festival de l'oiseau et de la nature.

## Administration, plan de gestion, règlement
La réserve naturelle est gérée par un établissement public, le syndicat mixte Baie de Somme - Grand Littoral Picard, présidé tout d'abord par Jérôme Bignon, député, puis, d'avril 2008 à juillet 2009, Philippe Arcillon, conseiller général. À la mort de ce dernier, Jean-Claude Buisine en devient le président en septembre 2009. Depuis 2015, cette fonction est assumée par Emmanuel Maquet. De 1994 à mars 2022, le directeur de cette réserve est Patrick Triplet.
Le Conservatoire du littoral est un partenaire privilégié de la réserve naturelle.

### Outils et statut juridique

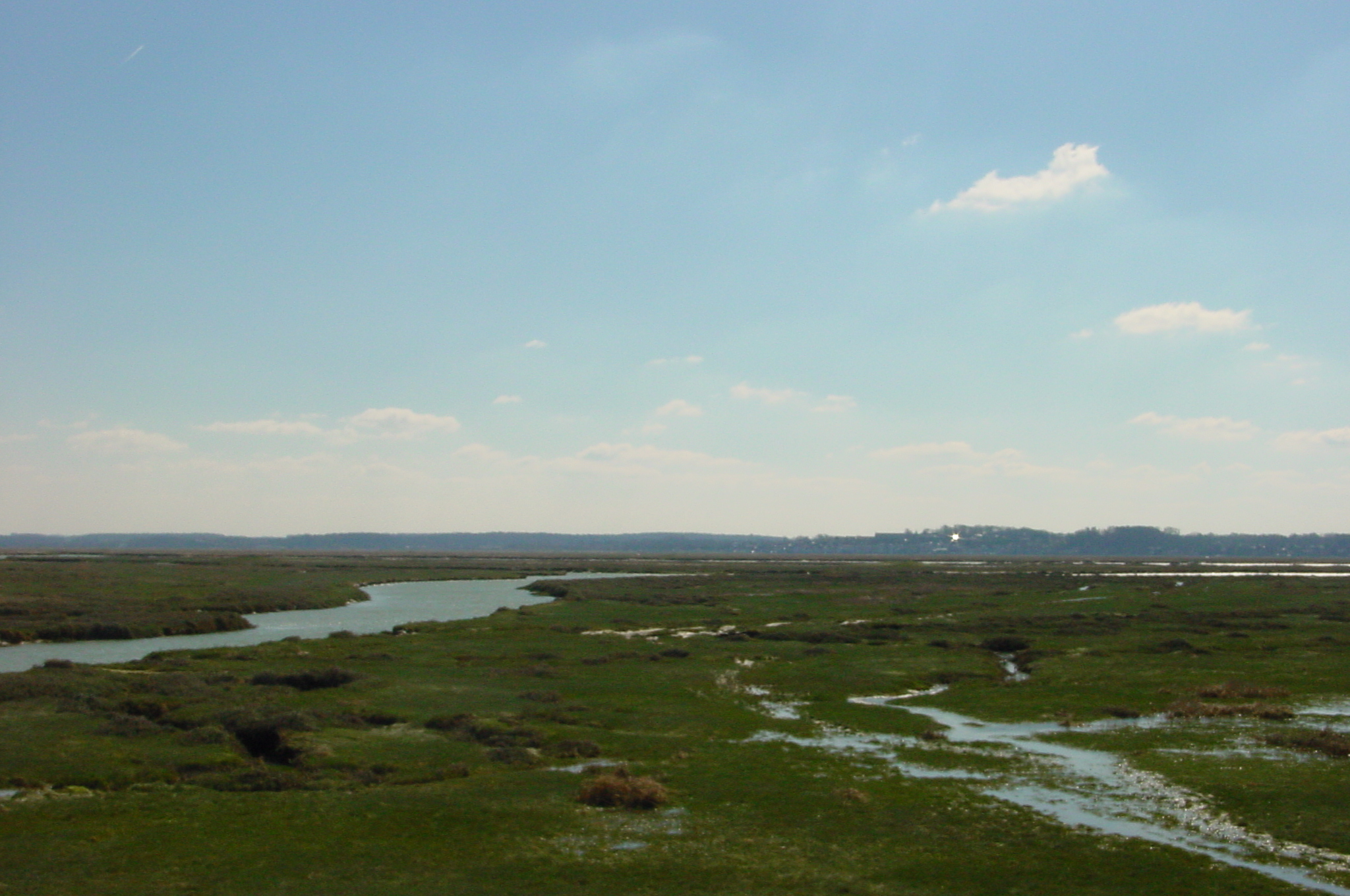
Les mollières.

La réserve naturelle a été créée par un décret du 21 mars 1994.
Elle fait également partie du réseau Natura 2000.
La baie de Somme fait partie des sites de la convention de Ramsar depuis le 30 janvier 1998 pour une superficie d'environ 17 000 ha. Le concept défendu est que la désignation « site Ramsar » doit permettre de reconnaître non seulement les caractéristiques écologiques d'un site, mais surtout sa gestion exemplaire. En outre, une forte cohérence avec les obligations internationales ou communautaires, en particulier les directives européennes Oiseaux et Habitats, est recherchée (DIREN PICARDIE).